# Galaxie Amnéville
Galaxie Amnéville (ook bekend als Galaxie Mega Hall, Galaxie de Metz, Galaxie d'Amnéville of gewoon Le Galaxie ) is een overdekte arena in de gemeente Amnéville, Frankrijk (een buitenwijk van Metz ). De arena wordt voornamelijk gebruikt voor concerten en andere muziekgerelateerde evenementen. Ook worden er handbaltoernooien  georganiseerd. 

## Performers
Deze artiesten gaven al een optreden in de Galaxie:
- Tokio Hotel
- Céline Dion
- Muse
- Iron Maiden
- Toto
- Chris Rea
- Deep Purple
- Linkin Park
- Rammstein
- Julio Iglesias
- Depeche Mode
- AC/DC
- Texas
- David Bowie
- Whitney Houston
- Elton John
- Status Quo
- The Fugees
- Lenny Kravitz
- Guns N' Roses
- Alicia Keys
- Shakira
- James Blunt
- Kylie Minogue
- Beyoncé
- Britney Spears
- Thirty Seconds to Mars
- LMFAO
- Jennifer Lopez
- One Direction
- Lana Del Rey